# 무히딘 파샤
무히틴 아크위즈(Muhittin Akyüz) 혹은 무히딘 파샤(Muhiddin Pasha)는 오스만 제국과 튀르키예의 육군 장교이자 외교관이다. 그는 오스만 제국 육군과 터키 육군에 복무했다. 1870년 콘스탄티노플에서 태어났으며, 1940년 앙카라에서 죽었다.

## 같이 보기
- 터키 독립 전쟁 최고 지도자 명단